# Aulonocnemis grossepunctata
Aulonocnemis grossepunctata är en skalbaggsart som beskrevs av Renaud Maurice Adrien Paulian 1975. Aulonocnemis grossepunctata ingår i släktet Aulonocnemis och familjen Aulonocnemidae. Inga underarter finns listade.